# Powerslave
A Powerslave a brit Iron Maiden ötödik nagylemeze, mely 1984-ben jelent meg. Európában az EMI, az Egyesült Államokban pedig a Capitol jelentette meg 
(Itt 2002-ben újra megjelent a Sanctuary/Columbia Records gondozásában). Az albumon az ókori Egyiptom világa idéződik meg, melyet a borító is tükröz. Ez volt az első albumuk, melyet ugyanaz a felállás készített el, mint az előző albumot. Ez volt az utolsó albumuk, mely tartalmazott instrumentális dalt, Losfer Words (Big 'Orra) címmel.
A lemez a UK Albums Chart listáján a 2., míg a Billboard 200-on a 21. helyen nyitott.
Kislemezként az Aces High-ot és a 2 Minutes to Midnight-ot adták ki róla, melyek ma is a koncertprogram szerves részét képezik.
Ezen az albumon hallható a zenekar egyik leghosszabb dala a Rime of the Ancient Mariner (13 perc 37 mp). A dalt Samuel Taylor Coleridge azonos című verse ihlette, mely konkrét részleteket is felhasznál a költeményből. A szám három szakaszra osztható: az első rész "vágtató" heavy metal, majd egy 5 perces csendes és sötét instrumentális rész következik, majd végül ismét megismétlődnek az elején elhangzott dallamok. A dal nagyon népszerű és kedvelt a rajongók körében.
Az albumot bemutató "World Slavery Tour" turnén Dave Murray, Bruce Dickinson és Steve Harris úgy hivatkozott erre a dalra, mint amelyet a legszívesebben adnak elő.
A lemezt 2017-ben a Rolling Stone magazin a Minden idők 100 legjobb metalalbuma listáján a 38. helyre rangsorolta.

## Háttér
Az album felvételeire, ugyanúgy mint a Piece of Mind esetében a Nassau (Bahama-szigetek)-en került sor. Steve Harris véleménye szerint, a "Rime of the Ancient Mariner"-t rövid időn belül kellett befejezniük, mert "kicsúsztak" az időből. Videóklipet a 2 Minutes to Midnight és az Aces High dalokra forgattak. Utóbbi klipjében filmkockák láthatók a második világháború idejéből, intróként pedig Churchill egyik beszéde szolgál, a háttérben vadászgépek zajával. Ezt követően elkezdték hírhedt "World Slavery Tour" turnéjukat, melyet Európában kezdtek, és Kaliforniában ért véget 1985 végén. Ez volt az első alkalom hogy egy nyugati heavy metal zenekar a vasfüggöny mögött is fellépett (Lengyelország, Magyarország, Jugoszlávia). Ezt követően a lemez turnéja Dél-Amerikában folytatódott, ahol felléptek a Rock In Rio fesztiválon is a Queen különleges vendégeként. Az előadáson 300 000-en látták a zenekart. A turné csúcspontjaként négy egymást követő napon léptek fel a Los Angeles-i Long Beach Arénában, melynek hanganyaga Live After Death címmel jelent meg.
A turné összességében 13 hónapon át tartott, 220 fellépéssel.

## Számlista
|    | Cím                                       | Szerző(k)                     | Hossz |
| -- | ----------------------------------------- | ----------------------------- | ----- |
| 1. | Aces High                                 | Steve Harris                  | 4:32  |
| 2. | 2 Minutes to Midnight                     | Bruce Dickinson, Adrian Smith | 6:04  |
| 3. | Losfer Words (Big 'Orra) (Instrumentális) | Harris                        | 4:15  |
| 4. | Flash of the Blade                        | Dickinson                     | 4:06  |
| 5. | The Duellists                             | Harris                        | 6:07  |
| 6. | Back in the Village                       | Dickinson, Smith              | 5:03  |
| 7. | Powerslave                                | Dickinson                     | 7:12  |
| 8. | Rime of the Ancient Mariner               | Harris                        | 13:37 |

| 1. | Rainbow's Gold (Beckett feldolgozás)  | Terry Slesser, Kenny Mountain | 4:57 |
| 2. | Mission From 'Arry                    | Harris, Nicko McBrain         | 6:42 |
| 3. | King of Twilight (Nektar feldolgozás) | Nektar                        | 4:53 |
| 4. | The Number of the Beast (élő)         | Harris                        | 4:57 |

## Újrakiadások
- Az 1995-ös újrakiadás tartalmaz egy bónusz lemezt, melyen az eredeti kislemez b-oldala hallható.
- Az 1998-as újrakiadás multimédiás részén megtekinthető az Aces High és a 2 Minutes to Midnight dalok videóklipjei is.

## Feldolgozások
- A Maiden Heaven: A Tribute to Iron Maiden feldolgozásalbumon a 2 Minutes to Midnight-ot a Glamour Of The Kill a Flash of the Blade-et pedig az Avenged Sevenfold dolgozta fel.[4]
- Az Aces High-t az Arch Enemy és a Children of Bodom is feldolgozta.

## Közreműködők
- Bruce Dickinson – ének
- Dave Murray – gitár
- Adrian Smith – gitár, vokál
- Steve Harris – basszusgitár, vokál
- Nicko McBrain – dob
- Martin Birch – producer, hangmérnök
- Frank Gibson – mérnök asszisztens
- George Marino – masztering
- Simon Heyworth – újrakeverés
- Derek Riggs – borító, illusztráció
- Rod Smallwood – borító,
- Ross Halfin – fotó
- Moshe Brakha – fotó

## Helyezések

### Album
| Év   | Lista                  | Pozíció |
| ---- | ---------------------- | ------- |
| 1984 | UK Albums Chart        | 2       |
| 1984 | U.S. Billboard Hot 200 | 21      |

### Kislemezek
| Év   | Kislemezek              | Lista                       | Pozíció | Album                 |
| ---- | ----------------------- | --------------------------- | ------- | --------------------- |
| 1984 | "2 Minutes to Midnight" | UK Singles Chart            | 11      | "Powerslave"          |
| 1984 | "2 Minutes to Midnight" | U.S. Mainstream Rock Tracks | 25      | "Powerslave"          |
| 1984 | "Aces High"             | UK Singles Chart            | 20      | "Powerslave"          |
| 1990 | "2 Minutes to Midnight" | UK Singles Chart            | 11      | "The First Ten Years" |

## Minősítések
| Ország             | Hitelesítés | Értékesítés |
| ------------------ | ----------- | ----------- |
| Kanada             | 2× Platina  | 200,000+    |
| Németország        | Arany       | 100,000+    |
| Egyesült Királyság | Arany       | 100,000+    |
| Egyesült Államok   | Platina     | 1,000,000+  |